# San Carlos (Uruguay)
San Carlos ist eine Stadt in Uruguay.

## Geographie
Sie befindet sich im Süden des Departamentos Maldonado in dessen Sektor 2. Sie liegt etwa 15 Kilometer von der Stadt Maldonado entfernt.

## Geschichte
Der Ort wurde 1763 vom spanischen Gouverneur Pedro Antonio de Cevallos im Zuge der Kolonialisierung des Kontinents gegründet, auch um portugiesische Besiedlung der Region zu verhindern. Die Stadt ist nach dem seinerzeitigen spanischen König Karl III. in der spanischen Schreibweise Carlos benannt.
Am 18. Dezember 1929 wurde San Carlos durch das Gesetz Nr. 8559 in die Kategorie "Ciudad" eingestuft.

## Infrastruktur

### Bildung
San Carlos verfügt über zwei weiterführende Schulen (Liceo). Dies sind das am 1. Juni 1921 noch unter dem Namen Colegio Carolino de Enseñanza Secundaria gegründete Liceo Nº 1 de San Carlos "Presbítero Dr. Mariano Soler" und das Liceo Nº 2 de San Carlos "Luis Barrios Tassano" (Gründungsdatum: 1995).

## Einwohner
San Carlos hatte nach den statistischen Angaben des Jahres 2011 27.471 Einwohner, davon 13.161 männliche und 14.310 weibliche.
| Jahr | Einwohner |
| ---- | --------- |
| 1963 | 13.664    |
| 1975 | 16.925    |
| 1985 | 19.877    |
| 1996 | 24.030    |
| 2004 | 24.771    |
| 2011 | 27.471    |

Quelle: Instituto Nacional de Estadística de Uruguay

## Stadtverwaltung
Bürgermeister (Alcalde) von San Carlos ist Gregorio Quintana.

## Söhne und Töchter der Stadt
- Agustín Arigón (* 1991), Fußballspieler
- Ventura Barrios (1896–1952), Politiker und Verleger
- Pilar Barrios (1899–1974), Politiker und Verleger
- Gustavo Beyhaut (1924–2011), Historiker
- Gabriel Costa (* 1990), Fußballspieler
- Gabriel López (* 1983), Fußballspieler
- Hernán Menosse (* 1987), Fußballspieler
- Richard Pérez (* 1973), Fußballspieler
- Maximiliano Sigales (* 1993), Fußballspieler
- Roberto Eduardo Sosa (1935–2008), Fußballspieler